# Việt Tiến, Vĩnh Bảo
Việt Tiến là một xã thuộc huyện Vĩnh Bảo, thành phố Hải Phòng, Việt Nam.
Xã Việt tiến là một mảnh đất anh hùng với biết bao chiến công lịch sử,.Với truyền thống bất khuất anh hùng của cha ông qua các thời kì kháng chiến.Xã có rất nhiều người con đã lên đường nhập ngũ tham gia kháng chiến bảo vệ tổ quốc.Khi đất nước bước vào thời kì đổi mới với nhiều khó khăn về mọi mặt trải qua sự lãnh đạo dẫn dắt xuất sắc của bí thư xã ông Nguyễn Đình Kim những năm thời kì đầu đổi mới, Xã đã có những bước tiến nhảy vọt, nâng cao đời sống của nhân dân toàn xã.Vì là địa phương thuần nông nhưng Xã cũng là nơi sản sinh ra những lứa học trò suất sắc, những người con hiếu học chịu khó, vừa cắp sách tới trường vừa phụ giúp bố mẹ công việc sản suất nông nghiệp. Hiện tại bộ mặt nông thôn toàn xã đang có sự đổi mới đáng kể trong đó có sự góp công của đội ngũ lãnh đạo cán bộ trẻ hiện nay.
Xã Việt Tiến có diện tích 6,6 km², dân số năm 1999 là 7579 người, mật độ dân số đạt 1148 người/km².